# Locarno Film Festival
Il Locarno Film Festival è un festival cinematografico che ha luogo a Locarno e costituisce la più importante manifestazione cinematografica elvetica e una fra le più importanti a livello mondiale. È riconosciuto come festival competitivo dalla Federazione internazionale delle associazioni dei produttori di film (FIAPF), insieme ai festival di Cannes, Berlino o Venezia. Assegna annualmente il Pardo d'oro.
Una sua particolarità è l'uso della piazza Grande di Locarno come sala di proiezione, una delle più grandi sale a cielo aperto del mondo con uno degli schermi cinematografici più grandi d'Europa (26 metri di lunghezza e 14 di altezza), che consente la visione ad una platea di 8.000 spettatori.

## Storia del Festival

### Nascita
La prima edizione del Locarno Film Festival venne inaugurata il 23 agosto 1946 con la proiezione del film 'O sole mio di Giacomo Gentilomo nel parco inclinato del Grand Hotel. Il festival fu organizzato in meno di tre mesi, a seguito di un referendum locale a Lugano il 2 giugno 1946, il quale aveva sancito il diniego popolare alla costruzione di un anfiteatro che potesse ospitare le proiezioni della rassegna internazionale del film, che si era svolta nel biennio 1944-1945 su iniziativa di Raimondo Rezzonico, il quale divenne il presidente del festival stesso dal 1981 al 1999.
I film in programma erano quindici. Quattro erano gli italiani, tra cui Roma città aperta di Roberto Rossellini, premiato nella terza edizione del festival per Germania anno zero, terzo e ultimo atto della sua "trilogia della guerra". La presenza numericamente più importante è quella statunitense con sei pellicole, di cui tre girate durante la guerra: Bernadette di Henry King (1943), La fiamma del peccato di Billy Wilder (1944) e Dieci piccoli indiani di René Clair (1945), il quale venne premiato. Clair vinse anche l'anno seguente con Il silenzio è d'oro.
Considerato uno dei più antichi festival del cinema insieme a Venezia e Cannes, Locarno ha presentato numerosi film e cortometraggi di registi internazionali come Claude Chabrol, Stanley Kubrick, Paul Verhoeven, Miloš Forman, Marco Bellocchio, Glauber Rocha, Raúl Ruiz, Alain Tanner, Mike Leigh, Béla Tarr, Chen Kaige, Edward Yang, Aleksandr Sokurov, Atom Egoyan, Jim Jarmusch, Spike Lee, Gregg Araki, Catherine Breillat, Abbas Kiarostami, Gus Van Sant, Pedro Costa, Fatih Akın, Claire Denis e Kim Ki-duk.

## Le sezioni del Locarno Film Festival
Il Locarno Film Festival presenta 11 sezioni, 3 concorsi e 20 premi.
- Piazza Grande: la sezione offre una selezione di produzioni in prima mondiale, internazionale o europea, che vengono presentate dal regista e dal cast del film sulla Piazza Grande, in uno spazio all'aperto che può accogliere ogni sera fino a 8000 spettatori dichiarati ufficialmente.
- Concorso Internazionale: costituisce la sezione principale del Festival cinematografico di Locarno e presenta una ventina di lungometraggi in prima mondiale o internazionale. Queste opere, realizzate da registi già affermati ma anche da talenti emergenti, concorrono per il Pardo d'oro[4], premio principale della manifestazione. Alcuni tra i vari film presentati nel Concorso Internazionale sono stati 9 vite da donna di Rodrigo García, Slipstream - Nella mente oscura di H. di Anthony Hopkins, Private di Saverio Costanzo, Primavera, estate, autunno, inverno... e ancora primavera di Kim Ki-duk, Charles mort ou vif di Alain Tanner e Bleak Moments di Mike Leigh.
- Concorso Cineasti del Presente: costituisce il concorso dedicato a opere prime o seconde di giovani registi provenienti da tutto il mondo.[5]
- Pardi di Domani: nell'obiettivo di scoprire nuovi talenti, questa competizione di cortometraggi è dedicata ai giovani registi che non hanno ancora realizzato nessun lungometraggio. La sezione Pardi di Domani si divide in 3 categorie: Corti d'Autore, Concorso Nazionale, e Concorso Internazionale.
- Fuori concorso: nata nel 2010, questa sezione presenta opere recenti di cineasti riconosciuti a livello internazionale. Lo spazio è dato ai format atipici e originali, come ad esempio progetti collettivi o antologie di film.[6]
- Histoire(s) du Cinéma: sezione che esplora il passato del cinema con il suo inesauribile archivio di storie, offrendo uno sguardo sul cinema al di là delle produzioni moderne. Tramite premi, omaggi ed eventi speciali ha lo scopo di fornire il filo rosso alla preparazione del programma.
- Retrospettiva: le retrospettive di Locarno hanno spesso tracciato territori nuovi, dalle grandi monografie storiche (incentrate su Yasujirō Ozu, Boris Vasil'evič Barnet, Mario Camerini, Sacha Guitry, Frank Tashlin, Allan Dwan, Orson Welles e molti altri) alle programmazioni tematiche (Une autre histoire du cinéma soviétique 1926–1968, L'Asie à Hollywood, e, nel 2009, Manga Impact, Titanus), dagli ampi tributi a cineasti contemporanei (tra cui Yusuf Shahin, Abbas Kiarostami, Aki Kaurismäki, Nanni Moretti) alle retrospettive complete di registi che hanno segnato la storia del cinema come Ernst Lubitsch, Otto Preminger, George Cukor e Sam Peckinpah[7], Leo McCarey). La Retrospettiva del 2023 è dedicata al Cinema popolare messicano fra gli anni 40 e gli anni 60.
- Open Doors Screenings: La sezione ha come scopo quello di mettere in luce e dare visibilità a progetti di film provenienti da Paesi dove il cinema è ancora in via di sviluppo, aiutandoli a trovare un partner di coproduzione. Il paese o la regione scelta dal Festival cambia ogni anno. Negli anni passati Open Doors ha dedicato, ad esempio, una finestra su Cuba, sul Maghreb, sul sud-est asiatico e sull'India.[8]
- Locarno Kids Screenings: La sezione Locarno Kids Screenings propone opere rivolte al pubblico dell’infanzia e dell’adolescenza e alle famiglie, con particolare attenzione ai film capaci di stimolare riflessioni su di sé e sul mondo, e restauri volti a far riscoprire la storia del cinema.
- Semaine de la Critique: creata nel 1990 come sezione indipendente dall'Associazione svizzera dei giornalisti cinematografici in collaborazione del Locarno Festival, la Semaine de la Critique si dedica ai documentari. Nel corso del festival vengono presentati sette film in prima mondiale o internazionale che si distinguono per contenuto e stile formale, rendendolo una visione unica del regista.
- Panorama Suisse: esplora l'attuale produzione cinematografica svizzera proponendo 10 film, selezionati da una commissione con rappresentanti delle Giornate di Soletta, di SWISS FILMS e della Swiss Academy.

## Premi

### Premi del concorso internazionale
- Pardo d'oro
- Premio speciale della giuria
- Pardo per la miglior regia
- Pardo per la migliore interpretazione

### Premi del concorso Cineasti del Presente
- Pardo d'Oro - Cineasti del Presente
- Premio per il miglior regista emergente
- Premio speciale della giuria Ciné+
- Pardo per la migliore interpretazione

### Premi per i concorsi Pardi di domani (cortometraggi e mediometraggi)
- Pardino d'Oro SRG SSR per il miglior cortometraggio internazionale
- Pardino d'Oro Swiss Life per il miglior cortometraggio svizzero
- Pardino d'Argento SRG SSR per il Concorso Internazionale
- Pardino d'Argento Swiss Life per il Concorso Nazionale
- Premio per la migliore regia Pardi di domani – BONALUMI Engineering
- Premio per la miglior speranza svizzera
- Premio Medien Patent Verwaltung AG

### Piazza Grande Awards
- Prix du Public UBS
- Variety Piazza Grande Award

### Premi speciali
- Pardo d'onore Manor
- Excellence Award Davide Campari
- Premio Raimondo Rezzonico
- Vision Award Ticinomoda
- Leopard Club Award
- Pardo alla carriera
- Lifetime Achievement Award
- Locarno Kids Award la Mobiliare
- Premio Cinema Ticino (biennale)

## Giurie
- 2010: Eric Khoo ( Singapore) presidente
  - Golshifteh Farahani ( Iran), Melvil Poupaud ( Francia), Lionel Baier ( Svizzera), Joshua Safdie ( Stati Uniti)
- 2011: Paulo Branco ( Portogallo) presidente
  - Louis Garrel ( Francia), Sandra Hüller ( Germania), Bettina Oberli ( Svizzera), Jasmine Trinca ( Italia)
- 2012: Apichatpong Weerasethakul ( Thailandia) presidente
  - Roger Avary ( Stati Uniti), Im Sang-soo ( Corea del Sud), Noémie Lvovsky ( Francia), Hans Ulrich Obrist ( Svizzera)
- 2013: Lav Diaz ( Filippine) presidente
  - Matthias Brunner ( Svizzera), Juan de Dios Larraín ( Cile), Valérie Donzelli ( Francia), Yorgos Lanthimos ( Grecia)
- 2014: Gianfranco Rosi ( Italia) presidente
  - Thomas Arslan ( Germania), Alice Braga ( Brasile), Connie Nielsen ( Danimarca), Diao Yinan ( Cina)
- 2015: non c'è un presidente ufficiale
  - Udo Kier ( Germania), Nadav Lapid ( Israele), Daniela Michel ( Messico), Moon So-ri ( Corea del Sud), Jerry Schatzberg ( Stati Uniti)
- 2016: Arturo Ripstein ( Messico) presidente
  - Kate Moran ( Francia), Rafi Pitts ( Iran), Rodrigo Teixeira ( Brasile), Bing Wang ( Cina)
- 2017: Olivier Assayas ( Francia) presidente
  - Miguel Gomes ( Portogallo), Christos Konstantakopoulus ( Grecia), Jean-Stéphane Bron ( Svizzera), Birgit Minichmayr ( Austria)
- 2018: Jia Zhangke ( Cina) presidente
  - Emmanuel Carrère ( Francia), Isabella Ragonese ( Italia), Tizza Covi ( Italia), Sean Baker ( Stati Uniti)
- 2019: Catherine Breillat ( Francia) presidente
  - Emiliano Morreale ( Italia), Angela Schanelec ( Germania), Ilse Hughan (Paesi Bassi), Nahuel Pérez Biscayart ( Argentina)
- 2021: Eliza Hittman ( Stati Uniti) presidente
  - Isabella Ferrari ( Italia), Kevin Jerome Everson ( Stati Uniti), Leonor Silveira ( Portogallo), Philippe Lacôte ( Costa d'Avorio)
- 2022: Michel Merkt ( Svizzera) presidente
  - Prano Bailey-Bond ( Regno Unito), Alain Guiraudie ( Francia), William Horberg ( Stati Uniti), Laura Samani ( Italia)
- 2023: Lambert Wilson ( Francia) presidente
  - Charlotte Wells ( Regno Unito), Matthijs Wouter Knol ( Paesi Bassi), Lesli Klainberg ( Stati Uniti), Zar Amir Ebrahimi ( Iran)

## Direzione del Festival

### Direttori artistici
- 1946-1958: Riccardo Bolla
- 1960-1965: Vinicio Beretta
- 1966: Sandro Bianconi
- 1967-1970: Sandro Bianconi, Freddy Buache
- 1971: Commissione di direzione di sette ticinesi
- 1972-1977: Moritz de Hadeln
- 1978-1981: Jean-Pierre Brossard
- 1982-1991: David Streiff
- 1992-2000: Marco Müller
- 2001-2005: Irene Bignardi
- 2006-2009: Frédéric Maire
- 2010-2012: Olivier Père
- 2012-2018: Carlo Chatrian[9][10]
- 2018-2020: Lili Hinstin
- 2020: Nadia Dresti (ad interim)
- 2021- : Giona A. Nazzaro

### Presidenti del Festival
- 1946-1955: Camillo Beretta
- 1957-1962: Enrico Franzoni
- 1963-1968: Fernando Gaja
- 1970-1980: Luciano Giudici
- 1981-1999: Raimondo Rezzonico
- 2000: Giuseppe Buffi (scomparso prima dell'inizio dell'edizione 2000)
- 2000-2023: Marco Solari[11]
- 2024-: Maja Hoffmann

### Direttori Operativi
- 2006-2013: Marco Cacciamognaga
- maggio 2013-agosto 2017: Mario Timbal[12]
- Da settembre 2017: Raphaël Brunschwig[13]

## Manifesti
I manifesti ufficiali del festival:

## Galleria d'immagini
Qualche foto durante il Locarno Film Festival.

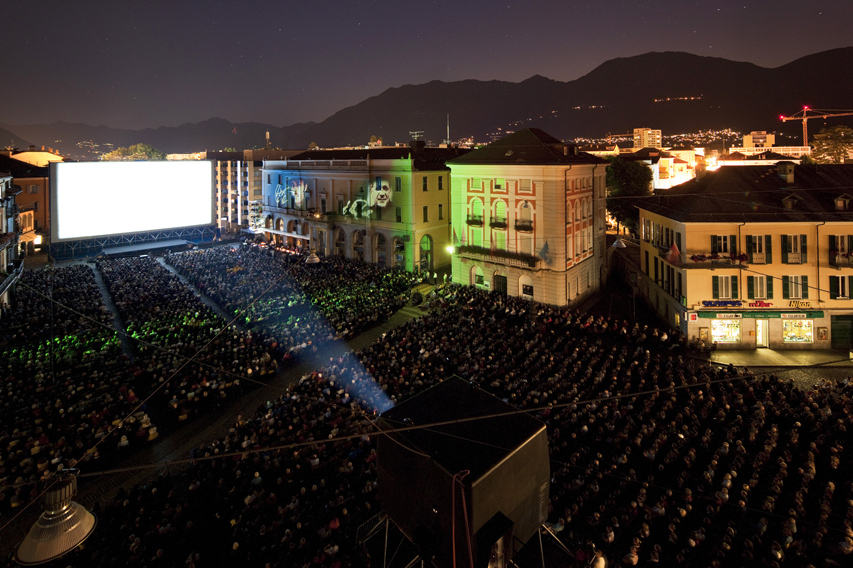
La piazza Grande durante una proiezione al festival
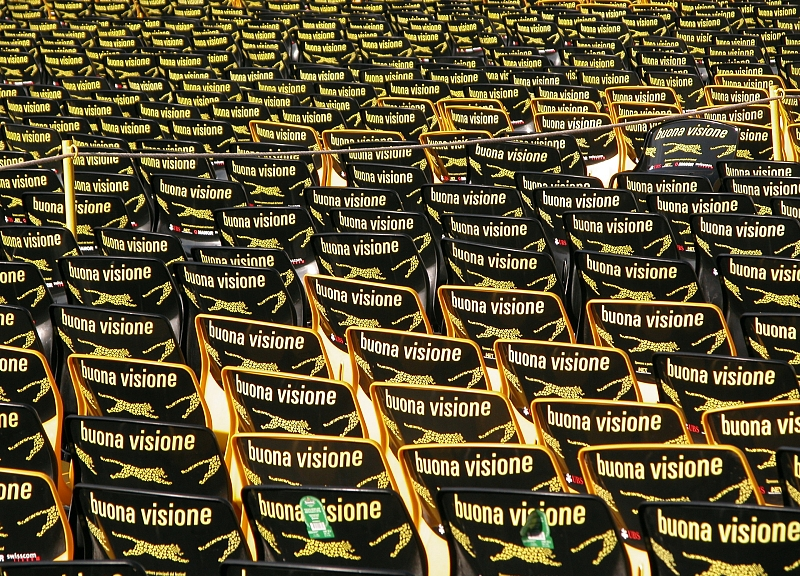
Sedie in piazza Grande
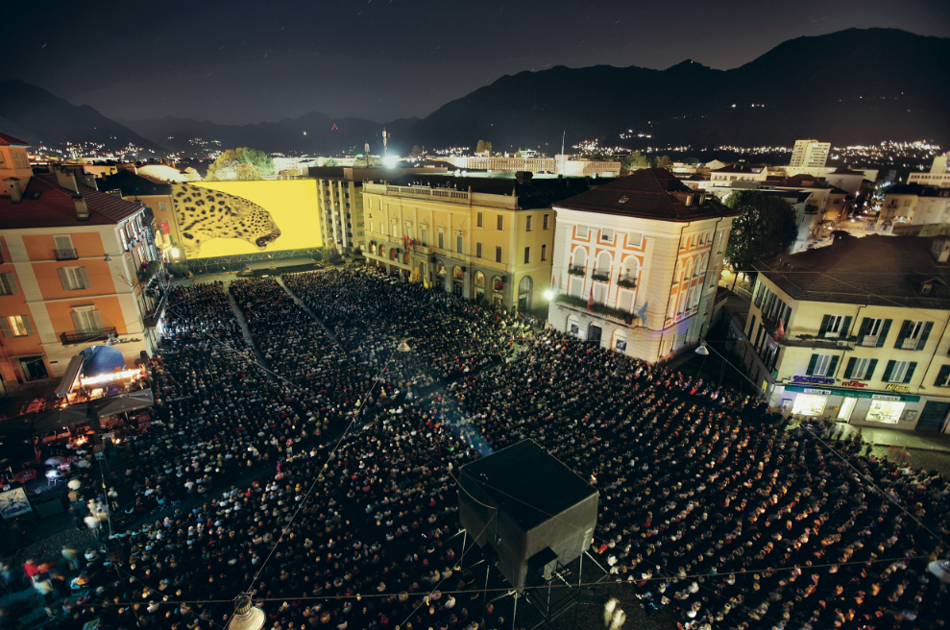
Piazza Grande gremita
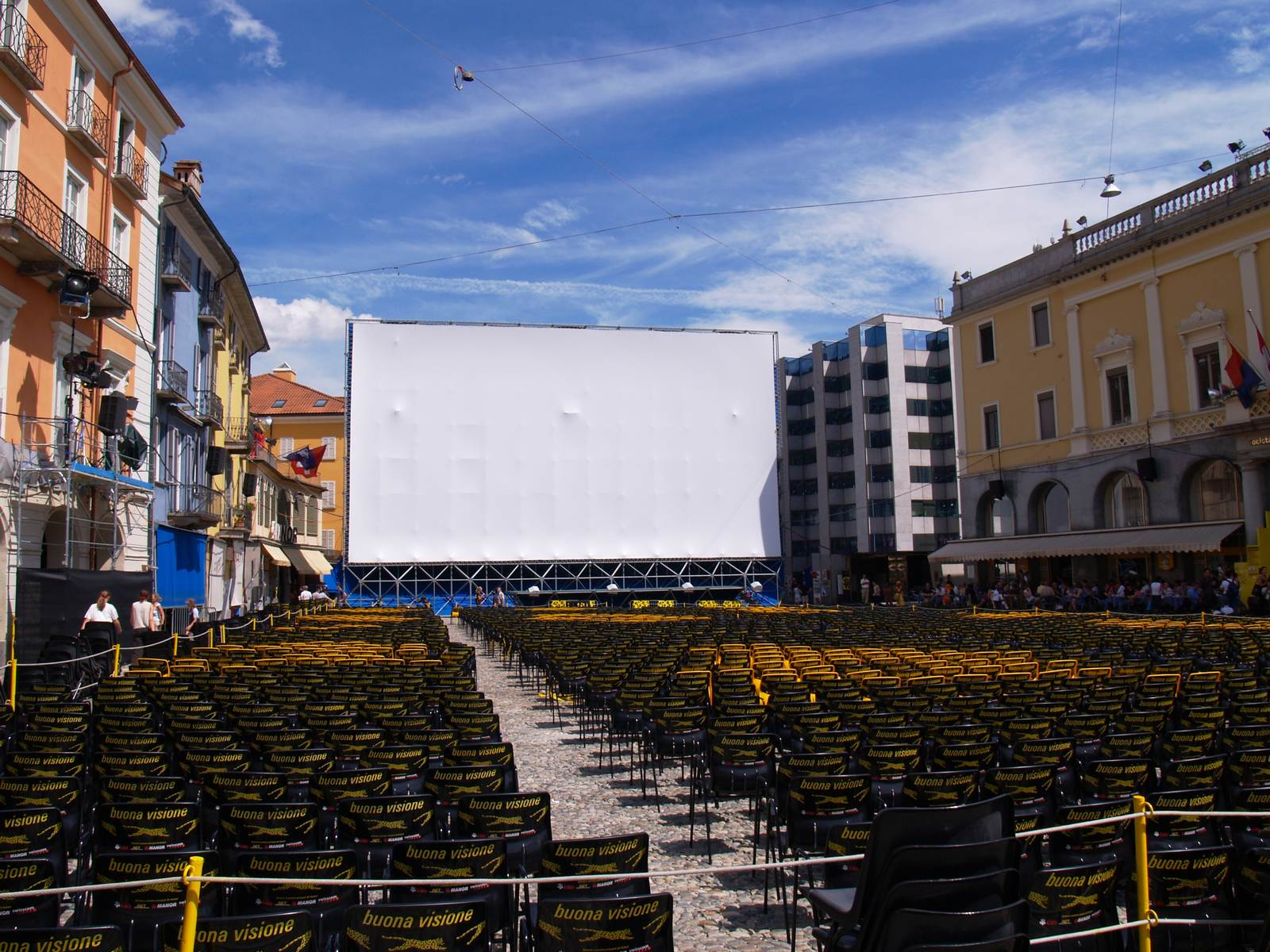
Lo schermo in piazza Grande